# 喬納河
喬納河是俄羅斯的河流，屬於維柳伊河的右支流，位於伊爾庫茨克州和薩哈共和國，河道全長802公里，流域面積約40,600平方公里，發源自中西伯利亞高原，支流有瓦庫奈卡河。